# Fulvetta manipurensis
La fulveta de Manipur (Fulvetta manipurensis) es una especie de ave paseriforme de la familia Sylviidae que vive en los límites septentrionales del sudeste asiático.

## Descripción
La fulveta de Manipur mide alrededor de 11 cm de largo. El plumaje de su cabeza, pecho, manto y cola es principalmente de color pardo grisáceo, que contrasta con el color canela anaranjado de su vientre, alas y obispillo. Presenta largas listas pileales laterales negruzcas y su garganta está salpicada por vetas blanquecinas. Sus plumas primarias tienen los bordes blancos, negros y castaños lo que le dan un aspecto listado a sus alas. Su pico es negruzco y puntiagudo, y el iris de sus ojos es amarillento.

## Distribución y hábitat
A pesar de su nombre la fulveta de Manipur no se encuentra solo en el noreste de la India, sino que se extiende además por los bosques de regiones montañosas del norte de Birmania, sur de China y el norte de Vietnam.

## Taxonomía
Anteriormente se consideraba una subespecie de la fulveta encapuchada (F. cinereiceps). Como otras fulvetas típicas estuvo catalogada bastante tiempo en la familia Timaliidae dentro del género Alcippe. 